# Rhode scutiventris
Rhode scutiventris är en spindelart som beskrevs av Simon 1882. Rhode scutiventris ingår i släktet Rhode och familjen ringögonspindlar. Inga underarter finns listade i Catalogue of Life.